# Lanny van Rhee-Tan
Kong Lan (Lanny) van Rhee-Tan (Surabaya, 25 juli 1950 - 16 december 2008) was een Nederlands presentatrice.
Van Rhee presenteerde, samen met Wim de Knijff, van 1972 tot 1986 voor de Evangelische Omroep (EO) het kinderprogramma EO Kinderkrant. Oorspronkelijk kwam ze, evenals De Knijff, uit het onderwijs. Vanaf 1986 werkte ze meer achter de schermen bij de EO. Ze was gehuwd met journalist Henk van Rhee (overleden in 2015), eveneens werkzaam bij de EO en een tijdlang ook directeur van Tot Heil des Volks. Samen kregen ze vijf kinderen. Na een lange periode van ernstige ziekte overleed Lanny van Rhee-Tan in december 2008 op 58-jarige leeftijd. Zij is begraven op de begraafplaats Laantje in Nieuwer Ter Aa.